# Pont Lampedžiai
El Pont Lampedžiai (en lituà: Lampedžiu tiltas) és un pont de Kaunas (Lituània). Creua el riu Neman per connectar Marvele al districte Aleksotas i el barri Lampedžiai a Vilijampole elderate. El pont té 446 metres de longitud, i consta de quatre carrils de trànsit d'automòbils, amb dos carrils en cada direcció. El pont, acabat el 1997, és una part de l'E67 i de l'autopista A5 de Lituània, i de la ruta alternativa de Kaunas.